# Melanokortin
Melanokortini su grupa peptidnih hormona u koje se ubrajaju adrenokortikotropski hormon (ACTH) i razne forme melanocit-stimulišućeg hormona (MSH). Oni mogu biti sintetički (kreirani u laboratoriji) ili endogeno proizvedeni iz proopiomelanokortina (POMC) u pituitarnoj žlezdi. Melanokortini dejstvuju putem vezivanja za i aktiviranja melanokortin receptora.

## Literatura
1. ↑  Gantz I, Fong TM (2003). „The melanocortin system”. Am. J. Physiol. Endocrinol. Metab. 284 (3): E468—74. PMID 12556347. doi:10.1152/ajpendo.00434.2002. Архивирано из оригинала 26. 02. 2009. г. Приступљено 08. 10. 2010.
2. ↑  Raffin-Sanson ML, de Keyzer Y, Bertagna X (2003). „Proopiomelanocortin, a polypeptide precursor with multiple functions: from physiology to pathological conditions”. Eur. J. Endocrinol. 149 (2): 79—90. PMID 12887283. Архивирано из оригинала 16. 09. 2009. г. Приступљено 08. 10. 2010.

## Spoljašnje veze
- Melanocortins на 